# 筑前深江站
筑前深江站（日语：／ Chikuzen-Fukae eki */?）是位於福岡縣糸島市二丈深江1054番2號，九州旅客鐵道（JR九州）的筑肥線車站。車站編號為JK12。
此站為前二丈町代表車站。與筑肥線相互直通運輸的福岡市地下鐵機場線中，福岡市地下鐵車輛最遠只會駛入至此站。

## 歷史
- 1924年（大正13年）4月1日 - 北九州鐵道（日语：北九州鉄道）前原站（現時：筑前前原站）至福吉站之間開通，此站啟用。
- 1937年（昭和12年）10月1日 - 北九州鐵道被國有化，成為鐵道省筑肥線。
- 1987年（昭和62年）4月1日 - 伴隨國鐵分割民營化，車站由九州旅客鐵道（JR九州）營運[2]。
- 2001年（平成13年）3月3日：此站設有折返列車班次，使用JR和地下鐵車輛。
- 2003年（平成15年）3月15日：新設快速列車，此站成為停車站。
- 2010年（平成22年）3月13日 - 此站可以使用IC卡「SUGOCA」[3]。
- 2018年（平成30年）3月26日：新車站大樓與閘外行人通道開始使用[4]。

## 車站構造
車站是一座地面車站，設有1面2線的島式月台。
此站是業務委託車站，委托JR九州服務支援負責車站業務。此站沒有MARS系統，但設有POS終端。車站內設有自動閘機。此站可使用SUGOCA等IC卡。
長久以來，前車站大樓位於西北方，為一座木造建築物。在2009年12月，前二丈町與JR九州達城協定，開始建設跨站式站房與於車站周邊進行工程。新車站大樓在較靠近姪濱一方開始建設，大樓設有西北方與東南方出入口，於2018年3月26日開始使用。

### 月台
| 月台 | 路線   | 上下行 | 方向                           | 備註                |
| ---- | ------ | ------ | ------------------------------ | ------------------- |
| 1    | 筑肥線 | 上行   | 筑前前原、天神、博多、機場方向 | 部分列車使用2號月台 |
| 2    | 筑肥線 | 下行   | 唐津、西唐津方向               | 部分列車使用1號月台 |

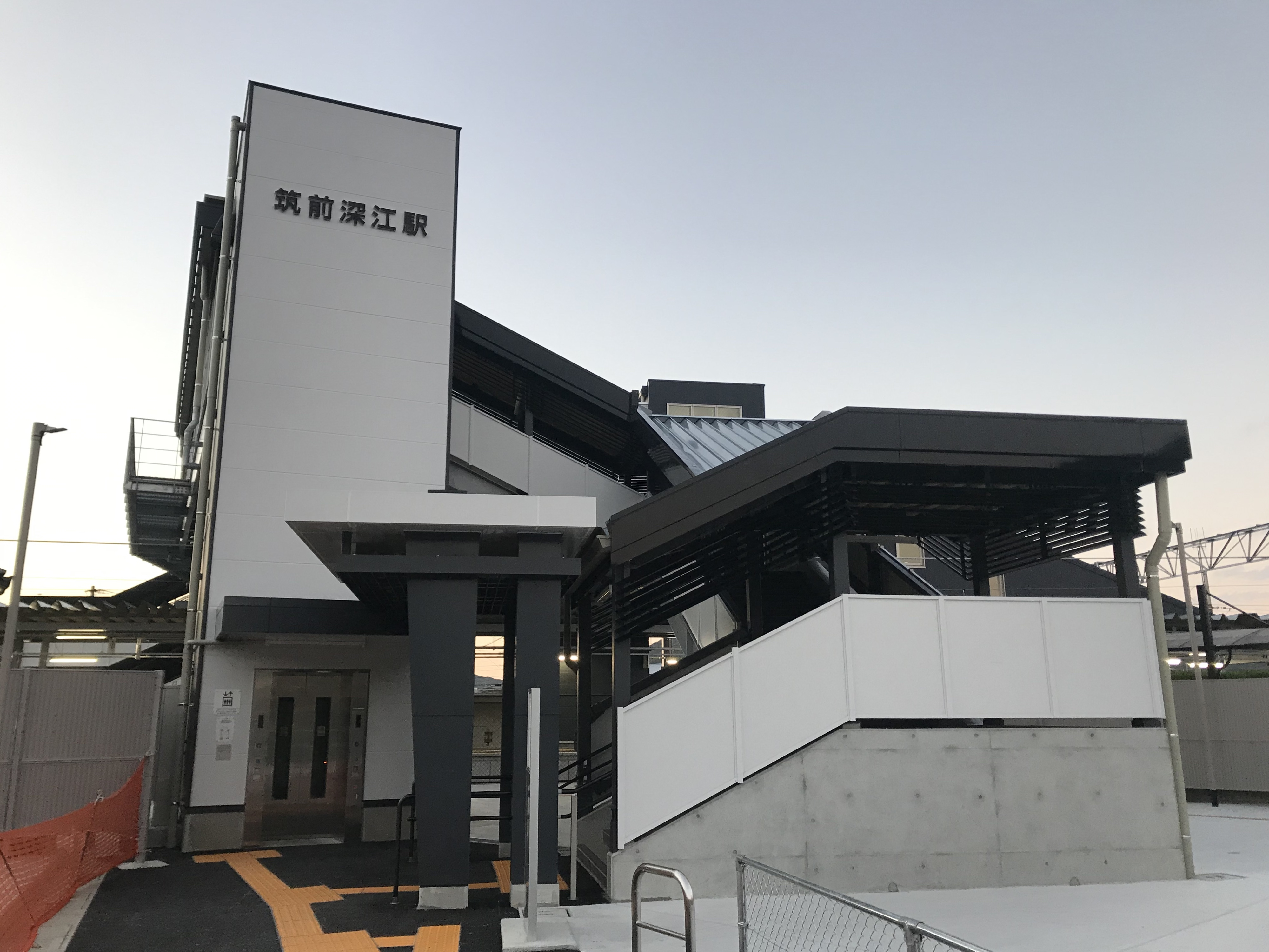
南出口
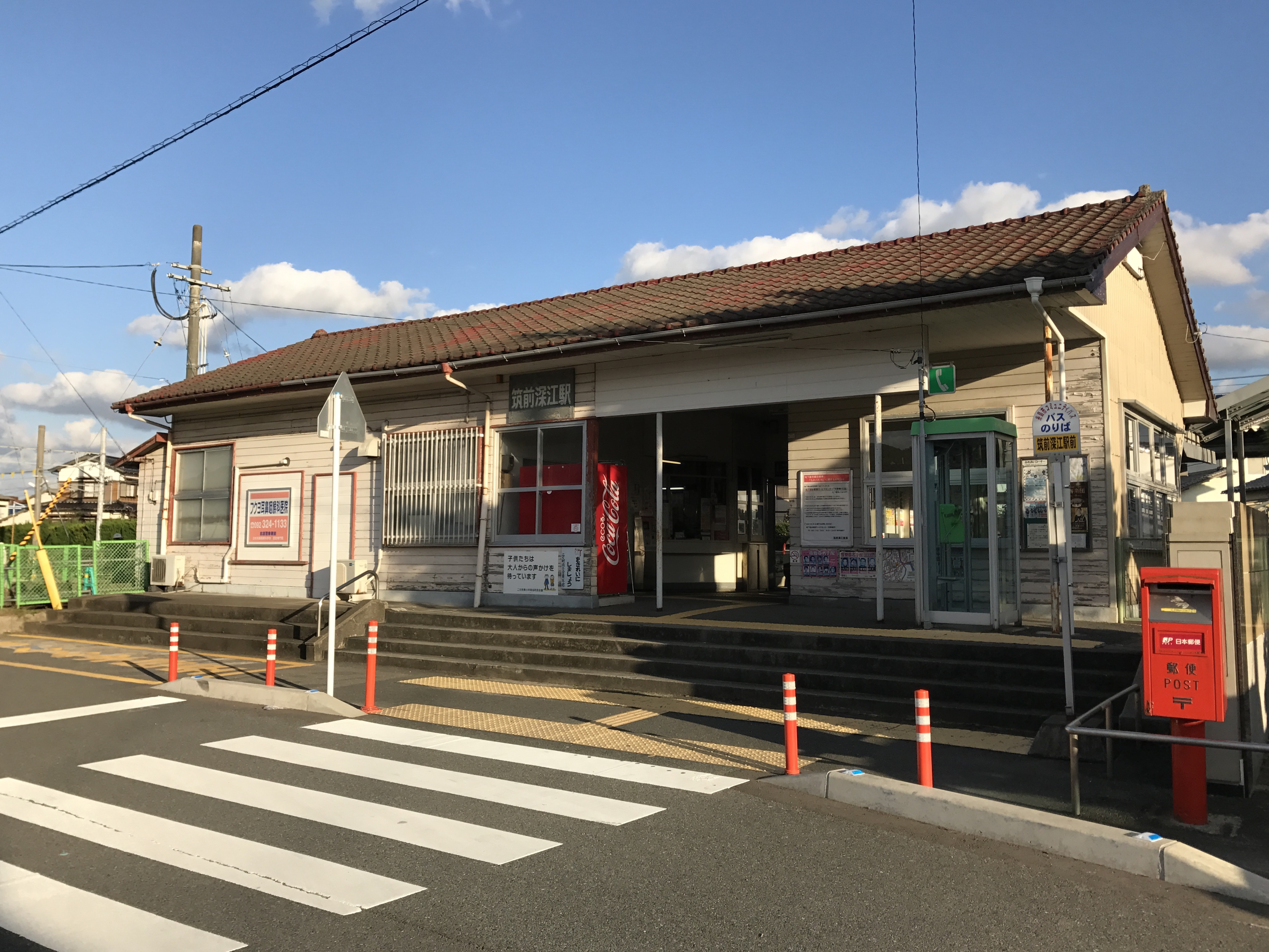
在2018年3月25日前使用的舊車站大樓

## 利用狀況
在2019年（令和元年）度，1日平均乘車人次為883人
| 乘車人次變化 | 乘車人次變化 |
| 年度         | 1日平均人次  |
| ------------ | ------------ |
| 2005年       | 1,179        |
| 2006年       | 1,168        |
| 2007年       | 1,132        |
| 2008年       | 1,126        |
| 2009年       | 1,055        |
| 2010年       | 1,029        |
| 2011年       | 990          |
| 2012年       | 992          |
| 2013年       | 990          |
| 2014年       | 947          |
| 2015年       | 907          |
| 2016年       | 899          |
| 2017年       | 908          |
| 2018年       | 898          |
| 2019年       | 883          |

## 車站周邊
站前設有國道202號通過。
- 糸島市政廳二丈廳舍（前二丈町公所）
- 二丈郵局
- 佐賀銀行（日语：佐賀銀行）二丈出張所
- 二丈溫泉基拉拉之湯
- 西日本短期大學二丈校園 - 西南約1.5公里

## 巴士路線
- 糸島市社區巴士「濱博號」筑前深江站前巴士站
  - 基拉拉之湯、二丈廳舍前、糸島市政廳前、前原站前、志摩廳舍前方向

## 相鄰車站
九州旅客鐵道（JR九州）
筑肥線
■快速
筑前前原（JK08）－筑前深江（JK12）－濱崎（JK16）
■普通
一貴山（JK11）－筑前深江（JK12）－大入（JK13）

## 注腳
1. ↑  . JR九州サービスサポート株式会社.   [2019-07-13]. （原始内容存档于2020-08-03） （日语）.
2. ↑  九州鉄道百年祭実行委員会・百年史編纂部会 (编).  初版. 九州旅客鉄道. 1988: 181 （日语）.
3. ↑  . 交通新聞 (交通新聞社). 2010-03-16: 3 （日语）.
4. 1 2   (PDF). 糸島市: 20. 2018-03-01  [2020-11-07]. （原始内容 (PDF)存档于2018-04-06） （日语）.
5. ↑  筑前深江駅周辺整備についてPDF（日語） - 糸島市建設都市部都市整備課，2016年1月25日
6. ↑  ＪＲ深江駅 橋上駅に　完成は２０１６年度 （页面存档备份，存于）（日語） - 糸島新聞、2014年10月1日
7. 1 2   (PDF). 九州旅客鉄道.   [2020-09-01]. （原始内容 (PDF)存档于2020-08-24） （日语）.
8. 1 2 3 4 5 6 7 8 9 10 11  糸島市統計白書（運輸、交通） 九州旅客鐵道不同站的上下車人次（JR筑肥線）
9. ↑   (PDF). 九州旅客鉄道.   [2020-09-01]. （原始内容 (PDF)存档于2017-08-01） （日语）.
10. ↑   (PDF). 九州旅客鉄道.   [2020-09-01]. （原始内容 (PDF)存档于2019-07-06） （日语）.
11. ↑   (PDF). 九州旅客鉄道.   [2020-09-01]. （原始内容 (PDF)存档于2020-03-15） （日语）.

## 外部連結
- 筑前深江（車站資訊） - 九州旅客鐵道（日語）